# نيستور توغنيري
نيستور توغنيري (بالإسبانية: Néstor Togneri)‏ مواليد 27 نوفمبر 1942 - الوفاة 8 ديسمبر 1999 في بوينس آيرس، الأرجنتين، كان لاعب كرة قدم أرجنتيني كان يلعب كمدافع. سبق له أن لعب في كأس العالم لكرة القدم مع منتخب بلاده.

## المسيرة الاحترافية

### أندية لعب لها
- إستوديانتيس دي لا بلاتا
- كيلمس

## روابط خارجية
- نيستور توغنيري على موقع الاتحاد الدولي (مؤرشف)  (الإنجليزية)
- نيستور توغنيري على موقع الاتحاد الأوربي (الإنجليزية)
- نيستور توغنيري على موقع قاعدة بيانات كرة القدم.إي يو (الإنجليزية)
- نيستور توغنيري على موقع ناشيونال فوتبول تيمز (الإنجليزية)
- نيستور توغنيري على موقع عالم كرة القدم.نت (الإنجليزية)